# داريو جاكوفيتش
داريو جاكوفيتش (بالألمانية: Dario Đaković)‏ هو لاعب كرة قدم نمساوي في مركز قلب الدفاع، ولد في 20 أبريل 1987 في النمسا. لعب مع نادي تيرول ونادي واكر إنسبروك.

## وصلات خارجية
- داريو جاكوفيتش على موقع قاعدة بيانات كرة القدم.إي يو (الإنجليزية)
- داريو جاكوفيتش على موقع Soccerway.com (الإنجليزية)